# Ianiropsis kussakini
Ianiropsis kussakini is een pissebed uit de familie Janiridae. De wetenschappelijke naam van de soort is voor het eerst geldig gepubliceerd in 1982 door Carvacho.